# ورنر کراوس
ورنر کراوس ((به آلمانی: Werner Krauss)؛ ‏ ۲۳ ژوئن ۱۸۸۴ – ۲۰ اکتبر ۱۹۵۹) بازیگر اهل آلمان بود. 
از فیلم‌ها یا برنامه‌های تلویزیونی که وی در آن نقش داشته است، می‌توان به مطب دکتر کالیگاری، تارتوف، نانا و خاک سوزان اشاره کرد.